# 柏木志保
柏木 志保（かしわぎ しほ、4月11日 - ）は、日本の漫画家。福岡県出身、東京都在住。血液型はA型。同じく漫画家の矢吹健太朗は元夫。

## 来歴
2001年に上京、のちに夫となる矢吹健太朗のアシスタントとなる。暫くしてチーフアシスタントとなり『BLACK CAT』『To LOVEる -とらぶる-』両作品のカラーイラストの着色作業を担当していた。
2004年、『ハッピーリング』でなかよし新人まんが賞準入選を受賞し、『なかよしラブリー』夏の号でデビュー。同期は瀬崎ちか、山田デイジー。
2005年、第1子となる女児を出産。
2007年から2008年まで『なかよし』に不定期掲載された『リリカル忍伝すっぱだもん!』を最後に漫画家としての活動を休止。その後、同人音楽サークル「GreenTone」のメンバー「梅」として一時活動していたが、2009年に活動を休止。
2009年、柏木の不倫が発覚。4月、矢吹との離婚が成立。長女の親権は矢吹が得た。

## 作品リスト
- ハッピーリング（デビュー作）
- 世界一☆オヒメサマ
- ココア!（増刊連載、コミックス全1巻）
- 乙女色チョコレート（なかよし本誌登場）
- リリカル忍伝すっぱだもん!（なかよし本誌掲載、コミックス全1巻）